# LOVE Seiko Matsuda 20th Anniversary Best Selection
『LOVE Seiko Matsuda 20th Anniversary Best Selection』（ラヴ　セイコ・マツダ・トウェンティース・アニヴァーサリー・ベスト・セレクション）は、松田聖子のコンピレーション・アルバム。2000年11月29日発売。発売元はKitty MME。初回生産分のみ、紙製ケース入り。

## 解説
デビュー20周年を記念したコンピレーション・アルバム。過去にリリースしたデュエット曲を中心に、自身の代表曲含む全15曲収録。
カーペンターズのRichard Carpenterのプロデュースによる新曲2曲を収録、本作のみ収録。歌詞カードにはツーショット写真及び、リチャードからのコメントを掲載している。
CDジャケットおよびインナーフォトの撮影は篠山紀信（一部除く）。音楽評論家による、楽曲ライナーノーツが収載されている。
アルバムと同時発売で、シングル「The Sound of Fire」も発売された。

## 収録曲
1. True Love Story (with Hiromi Go)　（5:19）
  - 作詞:松井五郎　作曲:菊池一仁　編曲:本間昭光
2. 赤いスイートピー　（3:40）
  - 作詞:松本隆　作曲:呉田軽穂　編曲:松任谷正隆
3. December Morn (with Richard Carpenter)　（3:12）
  - 作詞:Pamela Pillips Oland　作曲・編曲:Richard Carpenter
4. 私だけの天使 〜Angel〜　（5:47）
  - 作詞:Seiko Matsuda
  - 作曲:Seiko Matsuda・Ryo Ogura　編曲:Yuji Toriyama
  - 愛娘への無償の愛を歌った曲。
5. 感謝しているヨ!　（4:09）
  - 作詞:Seiko Matsuda　作曲:Ryo Ogura　編曲:Yuji Toriyama
  - TBS系『世界ウルルン滞在記』エンディングテーマ。
  - アルバム『20th Party』（2002年）収録。
6. あなたに逢いたくて 〜Missing You〜　（5:34）
  - 作詞:Seiko Matsuda
  - 作曲:Seiko Matsuda・Ryo Ogura　編曲:Yuji Toriyama
7. 夏物語 (with Shinji Harada)　（3:38）
  - 作詞・作曲・編曲:Shinji Harada
  - アルバム『20th Party』収録。
8. 抱いて…　（4:34）
  - 作詞:松本隆　作曲・編曲:David Foster
  - アルバム『Citron』収録（1988年）。
9. I'll Be There For You (with Robbie Nevil)　（5:17）
  - 作詞・作曲・編曲:Robbie Nevil
10. 20th Party　（4:58）
  - 作詞:Seiko Matsuda　作曲:Ryo Ogura　編曲:Yuji Toriyama
11. SWEET MEMORIES　（4:31）
  - 作詞:松本隆　作曲・編曲:大村雅朗
12. Christmas Turned Blue (with Richard Carpenter)　（3:58）
  - 作詞:John Bettis　作曲・編曲:Richard Carpenter
13. 哀しみのボート　（4:21）
  - 作詞:松本隆　作曲: 大久保薫　編曲:岡本更輝
14. さよならのKISSを忘れない (with Hiromi Go)　（6:02）
  - 作詞:松井五郎　作曲:菊池一仁　編曲:松原憲
15. Twinkle Star, Shining Star (with Sayaka)　（2:01）
  - 作詞:Seiko Matsuda
  - 作曲:Seiko Matsuda・Ryo Ogura　編曲:Yuji Toriyama
  - 当時6歳の娘・SAYAKA（神田沙也加）との親子デュエット。
  - アルバム『Sweet Memories'93』（1992年）収録。

## コラボレーション
- True Love Story さよならのKISSを忘れない　郷ひろみ
- December Morn Christmas Turned Blue リチャード・カーペンター
- 夏物語　原田真二
- I'll Be There For You ロビー・ネヴィル
- 抱いて… デヴィッド・フォスター
- Twinkle Star, Shining Star 神田沙也加（SAYAKA）

## 備考
プライベートではアルバム発売から間もなく、1998年に再婚した歯科医の男性と離婚している。会見場のバックに本作の告知ポスターが貼られていた。